# يان إيجل أندريسن
يان إيجل أندريسن (بالنرويجية البوكمول: Jan Egil Andresen)‏ هو متزحلق نرويجي، ولد في 1978 في مو إي رانا في النرويج.

## وصلات خارجية
- يان إيجل أندريسن على موقع الاتحاد الدولي للتزلج (التزلج الريفي) (الإنجليزية)
- يان إيجل أندريسن على موقع أوليمبيديا (الإنجليزية)